# アンティグア・バーブーダ議会
アンティグア・バーブーダ議会（アンティグア・バーブーダぎかい、英語: Parliament of Antigua and Barbuda）は、アンティグア・バーブーダの立法府である。

## 概要
上院に相当する元老院と下院に相当する代議院の両院で構成する。